# Incendie du Théâtre de l'amitié de Karamaÿ de 1994

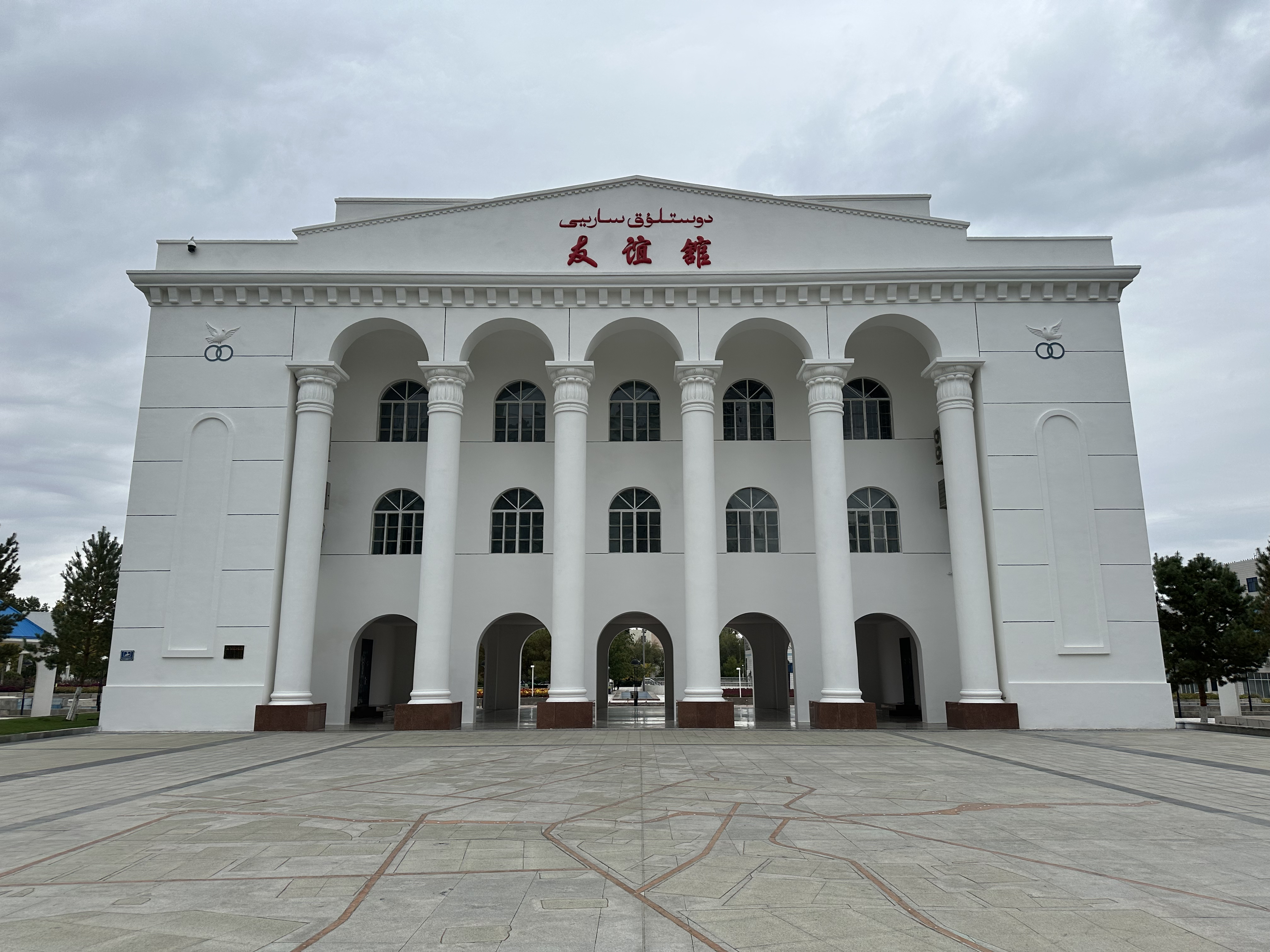

L'incendie du Théâtre de l'amitié de Karamaÿ de 1994 (chinois traditionnel : 克拉瑪依大火 ou 克拉瑪依友誼館火災 ; chinois simplifié : 克拉玛依大火 ou 克拉玛依友谊馆火灾) est un sinistre incident survenu le 8 décembre 1994 au Théâtre de l'amitié à Karamay, Xinjiang, Chine.
L'incendie avait lieu pendant une représentation artistique organisée par la Commission scolaire de Karamay et réalisée par des étudiants. Un rideau à côté d'une lumière a pris feu et l'incendie s'était propagé rapidement. Beaucoup des étudiants furent tués par l'incendie parce qu'ils étaient prétendument ordonnés à « attendre que les officiels partent ». Le nombre exact d'étudiants tués par l'incendie n'a jamais été rendu officiellement public, mais il y a principalement deux versions : 288 étudiants contre 284 étudiants,.